# Плавальне кільце

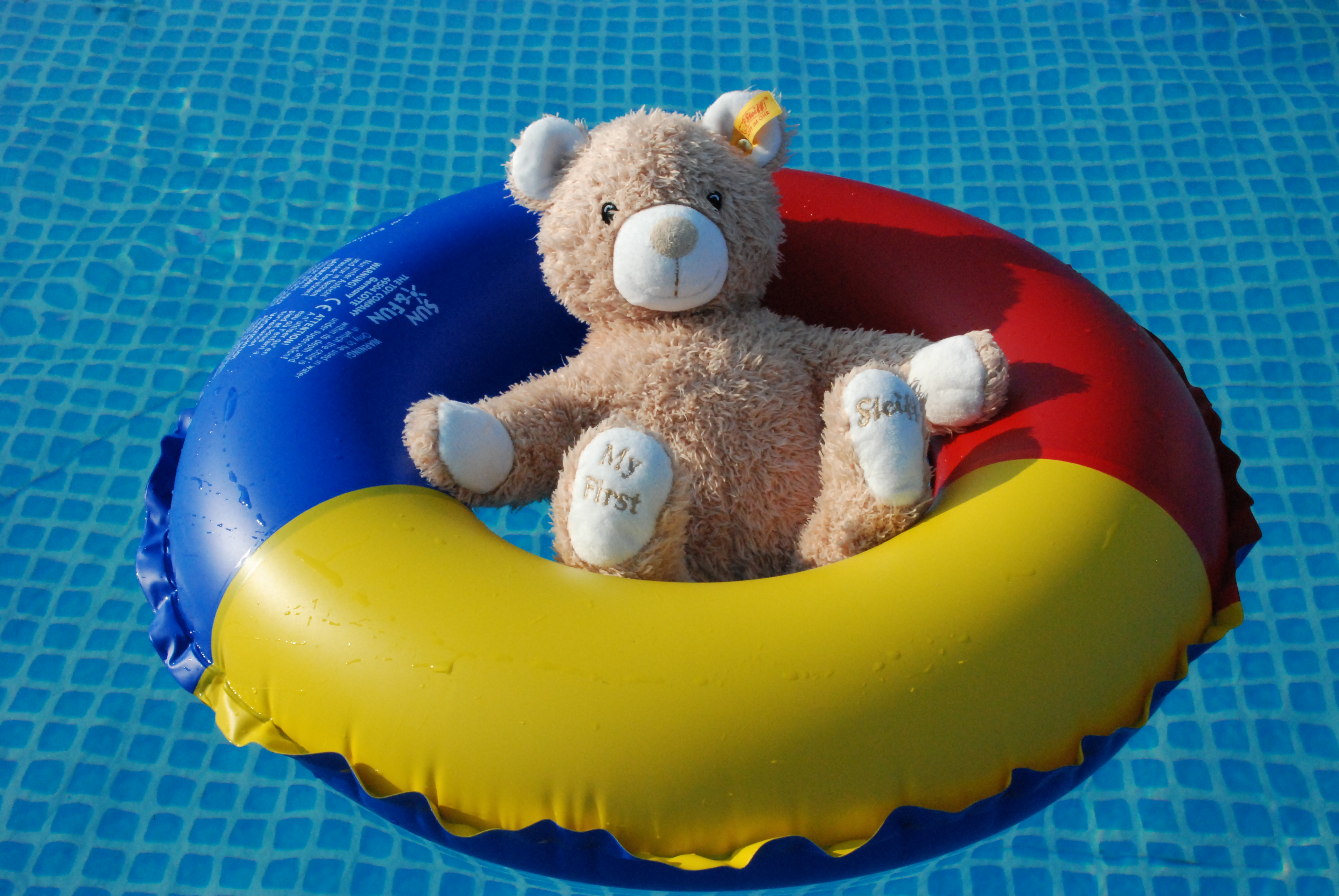
Дитячий розмір

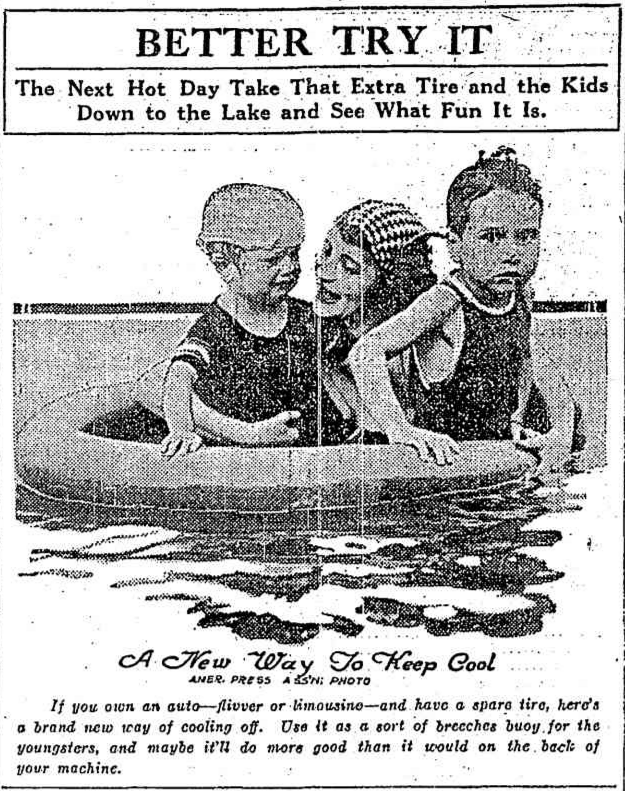
Внутрішня камера автомобіля, яка використовується як кільце для плавання в 1916 році

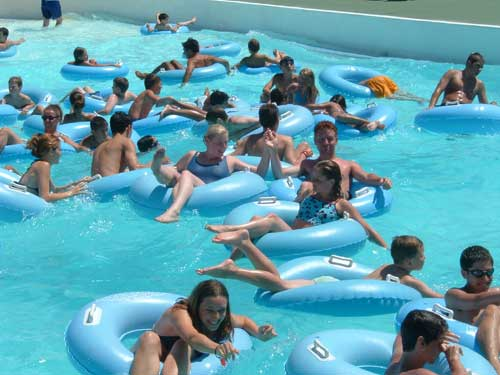
Трубки на воді

Плавальне кільце (також відоме як кільце для плавання, трубка для плавання, гумове кільце, пончик з водою, поплавок, внутрішня трубка або, у Сполучених Штатах, рятівник) має форму тороїда (звідси назва «кільце» або «пончик» ") надувна водна іграшка.

## Загальний опис
Кільце для плавання походить від камери, надувної внутрішньої частини старих автомобільних шин.. Внутрішню камеру, коли її надули, використовували як водну іграшку та як плаваючий об'єкт для відпочинку.
Шини для плавання використовуються не тільки як допоміжний засіб для навчання під час уроків плавання, але й як чисто ігрове обладнання. Виштовхувальна сила у воді, необхідна для стабілізації плавця, створюється за допомогою відповідного пластикового матеріалу або повітряної камери.

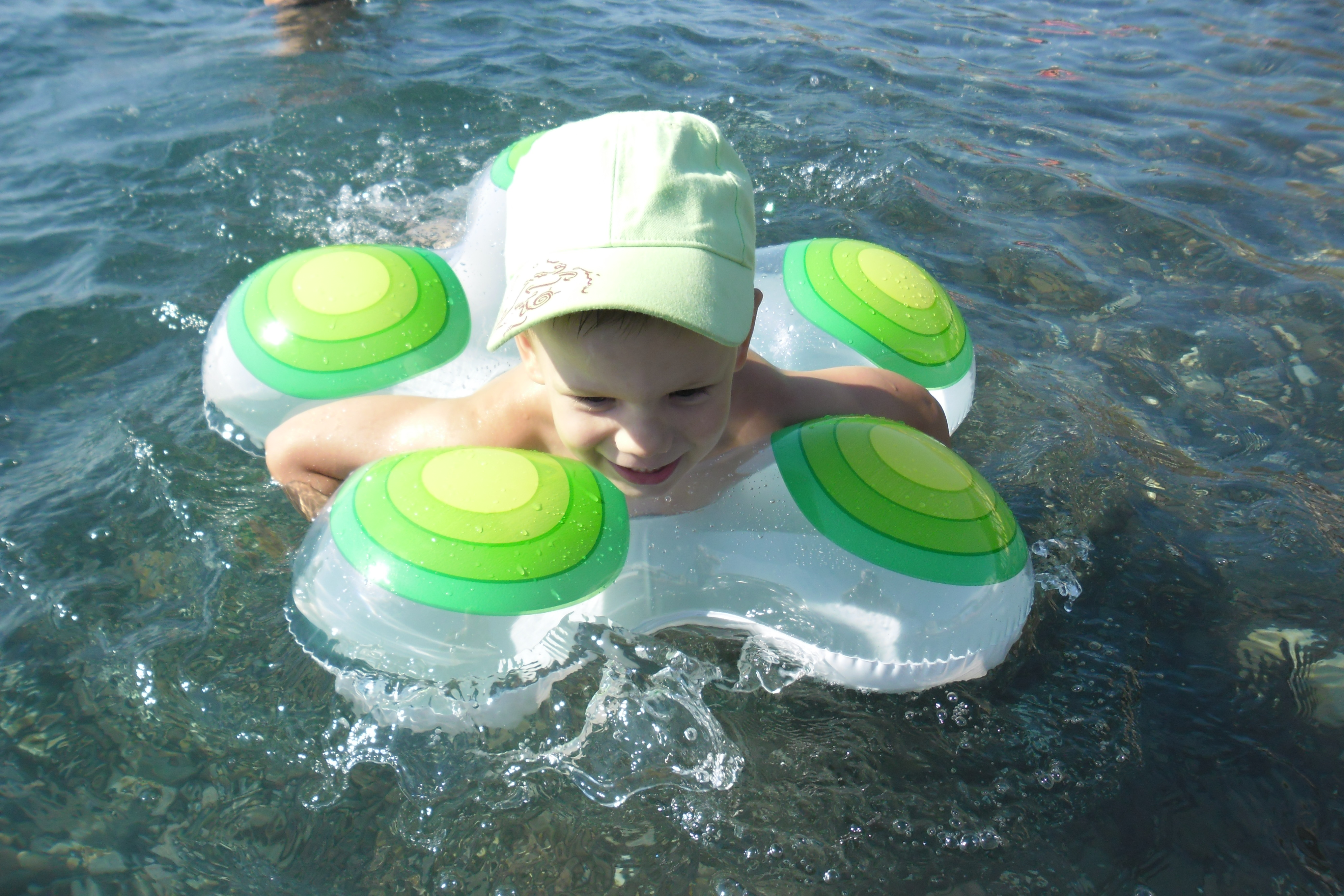
Варіант плавального кільця.

## Використання
Плавальні кільця надуваються повітрям і надягають на тулуб користувача, зазвичай просто під пахвами, або надягають на них, щоб утримувати користувача над водою. Вони бувають різних розмірів, щоб підійти дітям і дорослим, хоча більші розміри часто називають «трубками для плавання» або просто «трубками».
В аквапарках вони зазвичай використовуються на водних гірках, коли людина сидить у центрі кільця, ноги й тіло нахиляються по боках. Деякі конструкції навіть виглядають як кілька труб, зшитих разом, і включають 2 або 4 отвори, щоб більше ніж один вершник міг зручно розміститися.
Хоча кільце для плавання схоже на рятувальний круг, воно не призначене для порятунку людей від утоплення.

## Варіанти
Кільця у формі тварин іноді містять додаткову повітряну камеру у формі зверненої вперед голови тварини на верхній стороні кільця, а більш складні конструкції також містять додаткові камери для зображення кінцівок, хвостів, крил тощо. Ці додаткові повітряні камери може приєднуватися безпосередньо до основної кільцевої повітряної камери або складатися з незалежної повітряної камери з власним вбудованим клапаном.
З часом було створено різноманітні різнокольорові форми та дизайни, починаючи від популярних персонажів і закінчуючи водними тваринами (наприклад, фламінго, лебеді, морські істоти), а також фантастичними істотами, такими як дракони та єдинороги. Незважаючи на те, що ці кільця для плавання у формі тварин зазвичай невеликі та популярні серед дітей, з 2015 року вони також почали з’являтися у набагато більшому дизайні для дорослих, і вони також стали популярними серед дорослих після того, як багато відомих особистостей опублікували їх фотографії в соціальних мережах. ]
Також доступні різні форми, як-от човен і риба.
Інші конструкції кільця для плавання включають допоміжні засоби плавучості, такі як кільця для шиї для плавання для дітей.